# Môndól Kiri Airport
Môndól Kiri Airport (engelska: Mundulkiri Airport, Mondulkiri Airport) är en flygplats i Kambodja.   Den ligger i provinsen Mondolkiri, i den östra delen av landet, 270 km öster om huvudstaden Phnom Penh. Môndól Kiri Airport ligger 703 meter över havet.
Terrängen runt Môndól Kiri Airport är kuperad åt nordväst, men åt sydost är den platt. Runt Môndól Kiri Airport är det mycket glesbefolkat, med 2 invånare per kvadratkilometer. Närmaste större samhälle är Sênmônoŭrôm, 0,86 km söder om Môndól Kiri Airport. I omgivningarna runt Môndól Kiri Airport växer huvudsakligen savannskog.